# Делистинг
Дели́стинг — исключение ценных бумаг определённого эмитента из котировального списка фондовой биржи, процедура обратна листингу. После делистинга ценные бумаги компании-эмитента не могут торговаться на бирже, где компания исключена из котировального списка. Однако это не означает запрета для оборота данных бумаг на внебиржевом рынке.
Понятие «делистинг» в международном деловом обороте и в российском законодательстве не совпадает. В первом случае под делистингом понимается полное прекращение обращения акций на бирже с преобразованием компании из публичной в частную. В России термин «делистинг» — это исключение фондовой биржей ценных бумаг из котировального списка, при этом акции компании могут продолжать торговаться на бирже в качестве ценных бумаг, допущенных к торгам без проведения процедуры листинга (бумаги «третьего уровня»), а компания — фактически оставаться публичной. Российским эквивалентом делистинга в его международном понимании является понятие «исключение ценной бумаги из списка ценных бумаг, допущенных к торгам».

## Плюсы и минусы
Основные достоинства:
1. Снижение расходов компании на поддержание листинга;
2. Упрощение внутренней структуры компании;
3. Сокращение документооборота;
4. Улучшение time management руководства;
5. Усиление риск-менеджмента за счет нераскрытия информации и отсутствия необходимости привлекать независимых директоров.

Основные недостатки:
1. Общий негативный информационный фон;
2. Уменьшение кредитных лимитов;
3. Сужение круга инвесторов и сброс акций институциональными инвесторами;
4. Margin call в связи с падением котировок после раскрытия информации о делистинге и действий институциональных инвесторов;
5. Понижение рейтинга международными рейтинговыми агентствами  (недоступная ссылка)  (недоступная ссылка с 23-05-2013 [4339 дней] — история, копия).
6. Дальнейшее снижение ликвидности ценных бумаг[1].

## Основания делистинга в РФ
Листинг проводится по двум основаниям — это (i) договор о допуске акций к размещению на бирже («Договор допуска к размещению») или (ii) договор об оказании биржей услуг листинга («Договор листинга»). Основанием начала процедуры делистинга (исключения из котировального списка) на бирже является заявление эмитента, подписанное Единоличным исполнительным органом. Существует определённая правовая проблематика, связанная с отсутствием законодательного установленного требования в отношении бирж удостоверяться, что Единоличный исполнительный орган, подавая заявление о делистинге, действует в пределах своей компетенции и определения пределов компетенции корпоративных органов акционерного общества при принятии решения о делистинге. В качестве общего подхода рекомендуется руководствоваться следующим соображением: при отсутствии регулирования в законе и уставе компании на дату решения о делистинге, оно принимается органом управления, ранее в пределах своей компетенции принявшим решение о листинге. В отдельных случаях наряду с принятием решения о делистинге может потребоваться принятие компетентным органом компании решения об одобрении делистинга как сделки с заинтересованностью  (недоступная ссылка)  (недоступная ссылка с 23-05-2013 [4339 дней] — история, копия).

## Нормативно-правовая база и иные источники
- Федеральный закон от 22.04.1996 N 39-ФЗ «О рынке ценных бумаг».
- Федеральный закон «Об акционерных обществах».
- Стандарты эмиссии ценных бумаг и регистрации проспектов ценных бумаг, утверждены приказом ФСФР от 25 января 2007 г. N 07-4/пз-н
- Положение о деятельности по организации торговли на рынке ценных бумаг, введено в действие приказом ФСФР № 07-102/пз-н от 9 октября 2007 г.
- Положение о порядке выдачи ФСФР разрешения на размещение и (или) обращение эмиссионных ценных бумаг российских эмитентов за пределами Российской Федерации, утверждено Приказом ФСФР от 12.01.2006 г. N 06-5/пз-н
- Положение о раскрытии информации эмитентами эмиссионных ценных бумаг, утверждено приказом ФСФР от 10 октября 2006 г. N 06-117/пз-н
- Порядок уведомления организатором торговли на рынке ценных бумаг о включении (исключении) ценных бумаг в список (из списка) ценных бумаг, допущенных к торгам, утвержден приказом ФСФР от 20.04.2005 № 05-13/пз-н.
- Статья «Делистинг — антикризисный механизм публичной компании (возможности использования в России)». В.Елизаров, Корпоративный юрист '03 за 2009 г.
- Статья «Делистинг по-русски: правовые и практические аспекты». В. Елизаров, Консультант '11 за 2009 г.